# Sinfonía n.º 41 (Haydn)

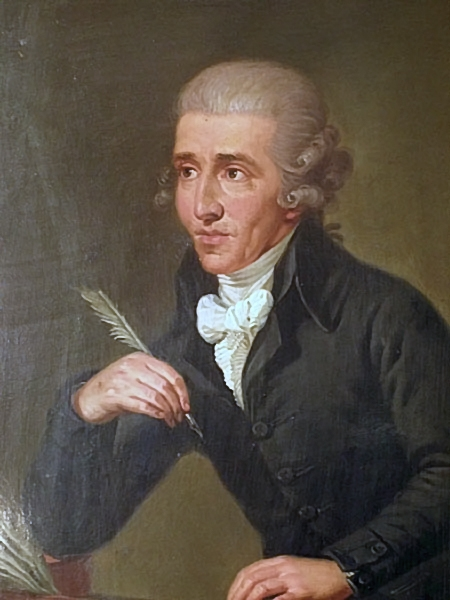
Haydn hacia 1770.

La Sinfonía n.º 41 en do mayor, Hob. I:41 fue compuesta por Joseph Haydn en 1769, durante el periodo Sturm und Drang del compositor.

## Historia
La producción sinfónica del maestro austríaco puede dividirse a grandes rasgos en tres bloques temporales: el primer bloque (1757-1761) se corresponde con su periodo al servicio del conde Carl von Morzin (n.º 1 - n.º 5); el segundo bloque en la corte Esterházy (1761-1790 pero con la última sinfonía para el público de Esterházy en 1781); y el tercer bloque (1782-1795) comprende las Sinfonías de París (n.º 82 - n.º 87) y las Sinfonías de Londres (n.º 93 - n.º 104). El 1 de mayo de 1761 el compositor firmó su contrato como vice-kapellmeister (más tarde kapellmeister) de la familia Esterházy, que nominalmente duró 48 años, hasta su muerte.
La composición de esta pieza se desarrolló al parecer en 1769 sin la trompeta y los timbales. La prueba de esto es un manuscrito auténtico del copista de plantilla de Haydn en papel con marca de agua asociado a 1769. Sin embargo, en 1771 ya circulaba con partes autentificadas de timbales y trompeta. Esto lleva a Landon y a otros estudiosos de Haydn a concluir que probablemente se incluyó en el magnífico festival de Kittsee en julio de 1770, cuando prácticamente toda la corte imperial fue recibida por el príncipe Nicolás Esterházy. El compositor fue autorizado a contratar trompetistas extra y otros músicos, y se sabe que interpretó sinfonías suyas.

## Instrumentación
La partitura está escrita para una orquesta formada por:
- Viento madera: 1 flauta, 2 oboes y 1 fagot.
- Viento metal: 2 trompas y 2 trompetas.
- Percusión: timbales.
- Cuerda: una sección de cuerdas con 2 violines, viola, violonchelo y contrabajo.
- Teclado: clavecín como bajo continuo.

La flauta se emplea solo en el movimiento lento, den el que destaca en numerosos pasajes de solista. El secreto de estas sinfonías "festivas" es que Haydn no sólo trae trompetas en "do" (la más marcial de las trompetas naturales que se usaban entonces), sino que hace que las trompas usen también segmentos de tubo que las hacían sonar como estaba escrito, es decir, en "do alto". Este emocionante sonido de trompas "en alto" con trompetas y timbales es prácticamente exclusivo de Haydn. En aquella época se solía emplear un fagot para amplificar la voz del bajo, incluso sin una notación separada. En cuanto a la participación del clavecín como bajo continuo en las sinfonías de Haydn existen diversas opiniones entre los estudiosos: James Webster se sitúa en contra; Hartmut Haenchen a favor; Jamie James en su artículo para The New York Times presenta diferentes posiciones por parte de Roy Goodman, Christopher Hogwood, H. C. Robbins Landon y James Webster. A partir de 2019 la mayor parte de las orquestas con instrumentos modernos no utiliza el clavecín como continuo. No obstante, existen grabaciones con clavecín en el bajo continuo realizadas por: Trevor Pinnock (Sturm und Drang Symphonies, Archiv, 1989-1990); Nikolaus Harnoncourt (n.º 6–8, Das Alte Werk, 1990); Sigiswald Kuijken (incluidas las Sinfonías de París y Londres; Virgin, 1988-1995); Roy Goodman (Ej. n.º 1-25, 70-78, 82-87; Hyperion, 2002).

## Estructura y análisis
La sinfonía consta de cuatro movimientos:
- I. Allegro con spirito, en do mayor 3
4
- II. Un poco andante, en fa mayor 2
4
- III. Menuet – Trio, en do mayor 3
4
- IV. Presto, en do mayor 2
2

La interpretación de esta obra dura aproximadamente entre 20 y 25 minutos. Se trata de una sinfonía festiva. En palabras de Joseph Stevenson esta es una de esas sinfonías "festivas" en do mayor, una línea que corre como "un brillante hilo de plata" a través de la producción creativa de Haydn (para usar la excelente frase del musicólogo H. C. Robbins Landon). Esta pieza es uno de los mayores logros sinfónicos de Haydn en el periodo anterior a 1775. A diferencia de la Sinfonía n.º 38, que está en la misma tonalidad, esta obra huye de todo escalonamiento en favor de un estilo sinfónico sin medias tintas.

### I.Allegro con spirito
El primer movimiento, Allegro con spirito, está escrito en la tonalidad de do mayor, en compás de 3/4 y sigue la forma sonata. Landon señala que las Sinfonías n.º 50, n.º 56 y n.º 60, que también son sinfonías "festivas en do mayor" también comienzan en este mismo compás, sin contar las introducciones lentas. Ésta tiene un primer y un segundo temas claramente diferenciados. Haydn inventa un sonido nuevo para él, doblando los primeros violines en pasajes apresurados no con los segundos violines sino con las violas, logrando un sonido más lleno y "arrollador". Hay una falsa recapitulación muy ingeniosa, un poco de humor musical que habría sido notado por el público de alta cuna y musicalmente consciente. Al igual que los movimientos tercero y cuarto, el movimiento inicial está escrito para los metales y timbales, más dos altos y cuerdas. Debido a la textura completa de la orquestación, no es deseable el clave continuo. Pasa de frases cantabile iniciadas por ataques cortos y aislados en forte a una gran continuación. El segundo tema recuerda al de la Sinfonía n.º 35 en su carácter apresurado, trémolo y rítmicamente inestable. El desarrollo es uno de los primeros de Haydn en hacer un punto estético de la "repetición inmediata". Se trata de una declaración del tema principal en la tónica hacia el principio del desarrollo, antes de que la acción real se ponga en marcha. Este fue un precursor de sus más conocidas "falsas recapitulaciones". Se cierra con una breve codetta culminante; otro ejemplo de la creciente tendencia de Haydn, durante estos años, a ampliar la simetría normal de las formas sonatas.

### II.Un poco andante
El segundo movimiento, Un poco andante, está en fa mayor y en compás de 2/4. El movimiento lento ocupa un mundo sonoro diferente. Es delicado y sutilmente expresivo, presenta un elaborado solo de flauta, apoyado durante gran parte de su transcurso por los demás vientos. El primer oboe también tiene una verdadera estatura melódica. Aquí, un fagot debe doblar la línea de bajo continuo, se añade una flauta y las trompas bajan al do sostenido, más meloso y normal. Además, Haydn hace que los violines enmudezcan durante toda la pieza. Así, el sonido es meloso. La noble melodía del oboe está decorada con arabescos de la flauta. El sonido es de una belleza sorprendente. Es uno de los primeros movimientos lentos de Haydn en que se incluyen las trompas y se silencian los violines, ambos se convirtieron pronto en práctica habitual.

### III.Menuet–Trio
El tercer movimiento, Menuet – Trio, está en do mayor y el compás es 3/4. El minueto contiene trinos y figuras de tresillos, que recuerdan la pompa de un movimiento de danza francesa. Adopta un deliberado estilo galante, orientado al compás bajo, con (de nuevo) oboes y trompas emparejados en el trío. Para contrastar, la sección de trío es como una canción folclórica del Tirol austríaco.

### IV.Presto
El cuarto y último movimiento, Presto, retoma la tonalidad inicial y el compás es 2/4. El Finale es un torbellino de perpetuum mobile triunfante que se basa sobre un motivo de giga, escrito en compás de 2/4 pero con tresillos constantes como si estuviera en 6/8. Cuenta con una segunda frase rítmicamente intrincada y una pretensión ocasional de contrapunto. Al igual que el movimiento inicial, se cierra con una extensión de codetta en fortissimo que no se escucha en la exposición.